# Église Saint-Henri de Turku
Pour les articles homonymes, voir Église Saint-Henri.
L’église Saint-Henri  (en finnois : Henrikinkirkko, en suédois : Henrikskyrkan) est une église luthérienne située dans le quartier de Luolavuori à Turku en Finlande.

## Histoire
Henrikinkirkko a été conçue comme église de la paroisse Henrikinseurakunta, fondée en 1963. Les préparatifs pour la construction de l'église ont commencé en 1965 et le plan a été approuvé en 1967. L'église a été conçue par les architectes Pekka Pitkänen, Ola Laiho et Ilpo Raunio de Turku. La construction de l'église a commencé en 1979 et elle a été inaugurée par l'archevêque Mikko Juva en 1980.
L'église porte le nom du premier évêque de Finlande Henri d'Uppsala,.
L'église possède un orgue mécanique à 25 jeux fabriqué par la Fabrique d'orgues de Kangasala,.
L'édifice est en bordure du parc Tähkä et a proximité du cimetière de Turku.